# Церковь Святого Михаила Архангела (Изабелин)
Церковь Святого Михаила Архангела — православный храм в деревне Изабелин Волковысского района Гродненской области Белоруссии.
Является памятником архитектуры Белоруссии.

## История
Храм построен из кирпича в конце XVIII века. Изначально — костёл.
В 1863 году от удара молнии в колокольню здание загорелось и серьёзно пострадало, но в том же году было восстановлено и освящено как православный храм во имя Архангела Михаила.
В дальнейшем церковь перестаивалась в 1924 году.

## Описание
Каменная церковь, в плане — вытянутый прямоугольник с пристроенным в 1924 году низким деревянным тамбуром и накрытый двускатной крышей. Фронтон главного фасада завершает четырёхгранная колокольня с шатровой верхом.
При храме действуют две воскресные школы в деревнях Изабелин и Рупейки.